# ЦИК Белорусской ССР
Центра́льный Исполни́тельный Комите́т БССР, (ЦИК БССР, бел. Цэнтральны выканаўчы камітэт БССР) — высший орган государственной власти Белорусской ССР в 1919—1938 между Всебелорусскими съездами Советов. Съезды проходили в Минске.
ЦИК БССР функционировал до 1938 года, когда он был преобразован в Верховный Совет БССР.

## Всебелорусский съезд Советов
- I Съезд Советов рабочих, солдатских и красноармейских депутатов (2—3.02.1919)
- II Съезд Советов (13—17.12.1920)
- III Съезд Советов (10—16.12.1921)
- IV Съезд Советов (14—18.12.1922)
- V Съезд Советов (9—15.01.1924)
- VI Чрезвычайный Съезд Советов (13—16.03.1924)
- VII Съезд Советов (4—9.05.1925)
- VIII Съезд Советов (5—12.04.1926)
- IX Съезд Советов (8—15.05.1929)
- X Съезд Советов (20—28.02.1931)
- XI Съезд Советов (14—22.01.1935)
- XII Чрезвычайный Съезд Советов (11.1936, 13.02.1937)

## Председатели ЦИК Белорусской ССР
- Червяков, Александр Григорьевич (18.12.1920—16.06.1937)
- Стакун, Михаил Иосифович (7.07.1937—13.11.1937)
- и. о. Наталевич, Никифор Яковлевич (14.11.1937—25.07.1938)